# Run Run Shaw
Sir Run Run Shaw (Ningbo, 19 november 1907 – Hongkong, 7 januari 2014) was een Chinees filmproducent en filantroop.

## Biografie
Shaw werd geboren in 1907 als jongste van 8 kinderen van textielhandelaar Shaw Yuh Hsuen (1867-1920). In 1927 vertrok Shaw naar Singapore om zijn oudere broer Runme Shaw (1901-1985) te assisteren in zijn filmdistributiebedrijf dat Runme in 1924 had opgericht. Shaw en zijn broer produceerden ook de eerste Chinese geluidsfilm in 1931. In 1936 verhuisden ze hun bedrijf, dat later Shaw Brothers ging heten, naar Hongkong. Ook TVB, de eerste televisiezender in Hong Kong werd mede opgericht door Shaw. Zo stond hij ook aan de wieg van de carrières van onder meer Chow Yun-Fat en Maggie Cheung.
Shaw gaf veel geld aan goede doelen, scholen en ziekenhuizen. Na de aardbeving in Sichuan in 2008 doneerde hij 100 miljoen HK dollars aan de slachtoffers. In 1974 werd hij onderscheiden met een benoeming tot Commandeur  in de Orde van het Britse Rijk. In 1977 ontving hij de titel van ridder van Koningin Elizabeth II.
Shaw overleed in 2014 op 106-jarige leeftijd. Hij werd gecremeerd aan de Cape Collinson Crematorium in Chai Wan in Hong Kong.